# Полиномиальная иерархия
В теории сложности полиномиальная иерархия — это иерархия классов сложности, которая обобщает классы P, NP, co-NP до вычислений с оракулом.

## Определение
Существует множество эквивалентных определений классов полиномиальной иерархии. Приведём одно из них.
Для определения оракула в полиномиальной иерархии определим
{\displaystyle \Delta _{0}^{\rm {P}}:=\Sigma _{0}^{\rm {P}}:=\Pi _{0}^{\rm {P}}:={\mbox{P}},}
где P — это множество задач, решаемых за полиномиальное время. Тогда для i ≥ 0 определим
{\displaystyle \Delta _{i+1}^{\rm {P}}:={\mbox{P}}^{\Sigma _{i}^{\rm {P}}}}
{\displaystyle \Sigma _{i+1}^{\rm {P}}:={\mbox{NP}}^{\Sigma _{i}^{\rm {P}}}}
{\displaystyle \Pi _{i+1}^{\rm {P}}:={\mbox{coNP}}^{\Sigma _{i}^{\rm {P}}}}
Где AB — множество задач, решаемых машиной Тьюринга в классе A, расширенным с помощью оракула для какой-то задачи из класса B. Например, {\displaystyle \Sigma _{1}^{\rm {P}}={\rm {NP}},\Pi _{1}^{\rm {P}}={\rm {coNP}}}, и {\displaystyle \Delta _{2}^{\rm {P}}={\rm {P^{NP}}}} — это класс задач, решаемых за полиномиальное время с оракулом для какой-нибудь задачи из NP.

## Отношения между классами в полиномиальной иерархии
Определения предполагают следующие отношения:
{\displaystyle \Sigma _{i}^{\rm {P}}\subseteq \Delta _{i+1}^{\rm {P}}\subseteq \Sigma _{i+1}^{\rm {P}}}
{\displaystyle \Pi _{i}^{\rm {P}}\subseteq \Delta _{i+1}^{\rm {P}}\subseteq \Pi _{i+1}^{\rm {P}}}
{\displaystyle \Sigma _{i}^{\rm {P}}={\rm {co}}\Pi _{i}^{\rm {P}}}

В отличие от арифметических и аналитических иерархий, все включения в которых строги, в полиномиальной иерархии вопрос о строгости всё ещё открыт.
Если какой-нибудь {\displaystyle \Sigma _{k}^{\rm {P}}=\Sigma _{k+1}^{\rm {P}}}, или какой-нибудь {\displaystyle \Sigma _{k}^{\rm {P}}=\Pi _{k}^{\rm {P}}}, тогда иерархия сжимается до уровня k: для всех {\displaystyle i>k}, {\displaystyle \Sigma _{i}^{\rm {P}}=\Sigma _{k}^{\rm {P}}}. На практике это означает, что равенство классов P и NP полностью разрушает полиномиальную иерархию.
Объединение всех классов полиномиальной иерархии является классом PH.
Полиномиальная иерархия является аналогом (меньшей сложности) для арифметической иерархии.
Известно, что PH содержится в PSPACE, но не известно равны ли эти два класса.
- Полезная переформулировка последней задачи: PH = PSPACE тогда и только тогда, когда логика второго порядка не получает дополнительной мощности при добавлении оператора транзитивного замыкания.

Каждый класс в полиномиальной иерархии содержит {\displaystyle \leq _{\rm {m}}^{\rm {P}}}-полные задачи (задачи полны относительно сведения по Карпу за полиномиальное время).